# Andy Houting
Andrew N. "Andy" Houting (1903, data de morte desconhecida) foi um ciclista canadense.
Ele representou o Canadá nos Jogos Olímpicos de Verão de 1928, em Amsterdã, onde competiu na prova de perseguição por equipes, terminando na honrosa quinta posição.